# Швидкісна дорога S12 (Польща)
Швидкісна дорога S12 — запланована швидкісна дорога, що з'єднує Бурштинову автомагістраль біля Пьотркува-Трибунальського з Дорогуськом на кордоні з Україною, довжиною приблизно 315 км. Кінцева ділянка маршруту від Любліна до кордону буде частиною європейської траси E373.
Разом зі швидкісною дорогою S17 на спільній ділянці між Куровом і Пясками утворює головну транспортну вісь Люблінського воєводства.

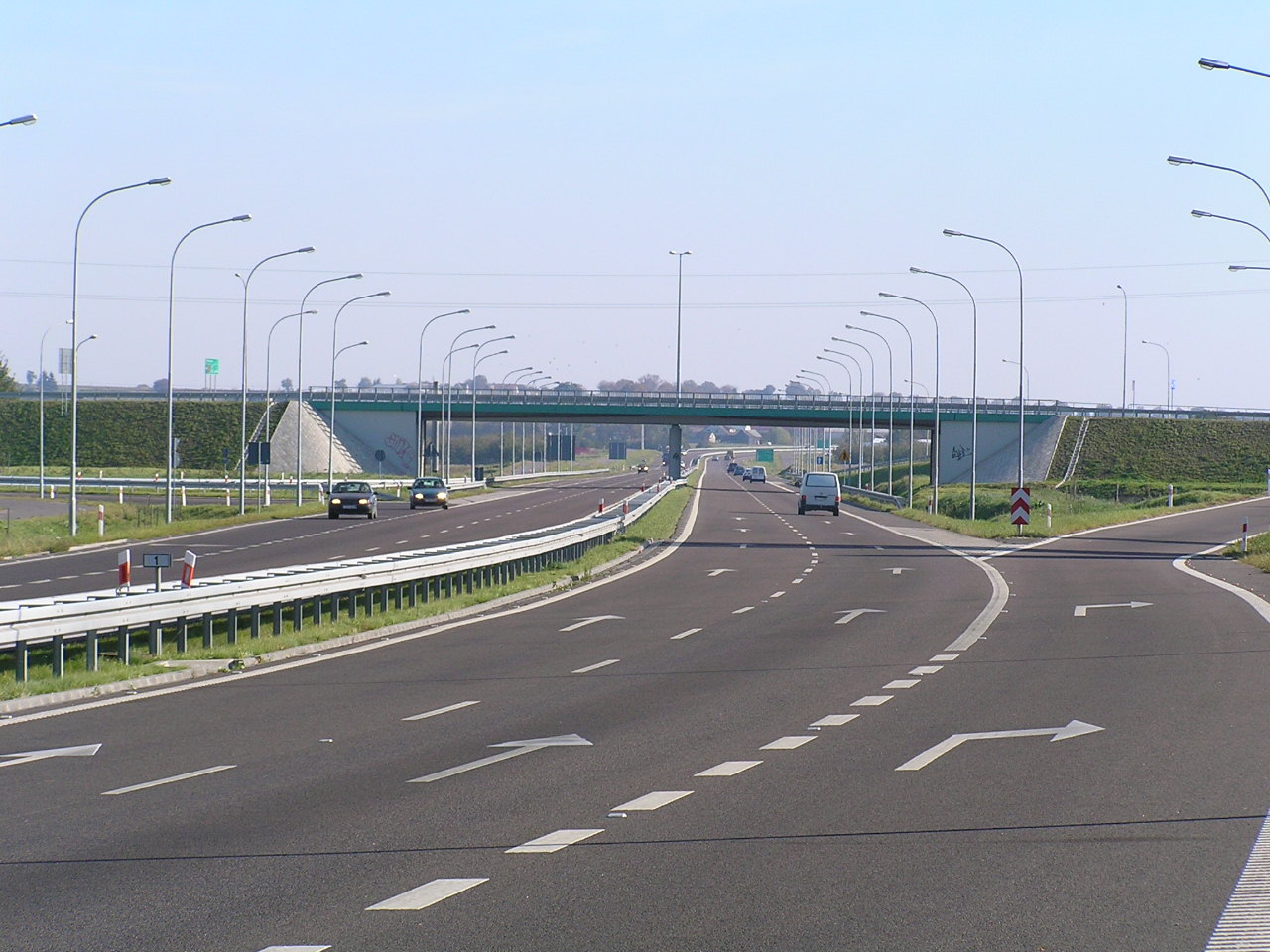
Розв'язка "Пяски захід".

## Дивись також
- Європейська траса E373